# Французский луковый суп
Францу́зский лу́ковый суп (фр. soupe à l'oignon) — лук в бульоне с сыром и гренками (крутонами). Луковые супы очень популярны с древних времён. Эти супы были известны и широко распространены в римскую эпоху. В силу доступности и лёгкости выращивания лук, — основной продукт для приготовления супа, был основной пищей для многих бедных семей. Современная версия приготовления лукового супа пришла из Франции в XVII столетии, тогда он готовился из корки чёрствого хлеба (или гренок), бульона, говядины и слегка обжаренного (или сырого) лука. Суп украшают гренками.
Богатый аромат супа основан не столько на бульоне, сколько на пассерованном луке. Пассеровка в данном случае является процедурой, при которой лук, поджариваясь, приобретает румяный золотистый-коричневатый цвет, вызванный карамелизацией сахаров, содержащихся в луке.  Часто для придания супу особой пикантности в готовое блюдо перед завершением приготовления добавляют сухое белое вино, коньяк или херес, усиливая аромат, и настаивают суп в закрытой кастрюле перед подачей на стол.
Суп готовят малыми индивидуальными порциями и часто подают гостям в той же посуде, в которой его готовили.

## Происхождение
У французов существует легенда, что луковый суп был впервые приготовлен королём Франции Людовиком XV. Однажды поздно ночью король захотел есть и не обнаружил в своём охотничьем домике ничего, кроме лука, небольшого количества масла и шампанского. Он смешал найденные продукты вместе, отварил их, и так получился первый французский луковый суп.
Александр Дюма в своем Большом кулинарном словаре предлагает более развёрнутую «королевскую» версию — король Польши Станислав, по пути в Версаль, попробовал в харчевне в Шалоне столь вкусный луковый суп, что потребовал и получил от повара рецепт, который и привёз своему зятю Людовику XV. Однако существуют свидетельства, что суп изобретён намного раньше. В 1649 году в период Фронды был опубликован памфлет «Последний луковый суп для Мазарини», в котором высмеивался первый министр Франции Мазарини.
Ещё одна легенда гласит, что луковый суп был необычайно популярен на парижских рынках. Работяги и торговцы подкреплялись им в ночное время. Этот обычай был особенно распространён в парижском районе Ле-Аль, «чреве Парижа» (Эмиль Золя), который в 1971 году был снесён.
Во времена третьей республики луковый суп был популярен у прожигателей жизни и считался лучшим средством от похмелья. Луковый суп традиционно подаётся в конце свадебного банкета. Луковый суп называли «супом пьяниц», так как он отлично согревает кровь и тонизирует организм.
В настоящее время луковый суп предлагается большинством ресторанов Парижа. Существует много региональных разновидностей супа. В Бордо в суп вливают молоко и загущают сырым яйцом или крем-фрешем. В Бретани его варят на курином бульоне, заправляют свежими сливками. В Лионе лук тушат в белом вине, а перед тем как поставить на стол кладут в суп гренки с сыром и ставят в печь на минуту, чтобы немного запечь.
Во Франции блюдо считается зимним блюдом, его преимущественно едят поздней осенью и зимой.

## Альтернативные названия
Некоторые альтернативные названия супа:
- Soupe à l’oignon à la Parisienne
- Gratinée Parisienne
- Gratinée des Halles
- Gratinée Lyonnaise
- Soupe à l’oignon Lyonnaise
- Soupe à l’oignon Gratinée